# Mesut Ünal
Mesut Ünal (* 3. April 1973 in Istanbul) ist ein ehemaliger türkischer Fußballspieler. Seit 2009 arbeitet er als Trainer. Sein Sohn ist der Fußballspieler Enes Ünal.

## Karriere
Mesut Ünal verbrachte die meiste Zeit als Spieler bei Bursaspor. Bei dem Verein begann er 1994 seine Laufbahn in der zweiten Mannschaft; ein Jahr später absolvierte er ein Spiel in der U-21-Nationalmannschaft. 1998 nahm ihn Bursaspor in die erste Mannschaft auf  1999 spielte er zeitweilig bei  Sakaryaspor, kehrte aber 2000 wieder zu Bursaspor zurück. 2001 wurde Ünal von Altay Izmir verpflichtet. Dort blieb er bis 2005, bis er wieder jeweils für  eine Saison bei Sakaryaspor (2005) und Bursaspor  (2006) antrat. Im Januar 2007 engagierte ihn Oyak Renault, im Juli des Jahres Balikesirspor. Der Verein war seine letzte Station als Spieler, er gehörte ihm bis Oktober 2008 an.
Ünal hat die A-Lizenz als Trainer. Seine erste Station als Trainer hatte er 2009 bei Elazigspor.  2010 wechselte er zu Sakaryaspor und 2014 zu Bursaspor.